# 1997 dans le catholicisme
Chronologie du catholicisme
- 1993
- 1994
- 1995
- 1996
- 1997
- 1998
- 1999
- 2000
- 2001

Cet article présente les faits marquants de l'année 1997 dans le catholicisme.

## Évènements
- 12 et 13 avril : voyage apostolique du pape à Sarajevo, en Bosnie-Herzégovine.
- 25 au 27 avril : voyage apostolique du pape en République tchèque.
- 10 et 11 mai : voyage apostolique du pape à Beyrouth, au Liban.
- 25 mai au 1er juin : congrès eucharistique international à Wroclaw.
- 31 mai au 10 juin : voyage apostolique du pape en Pologne.
  - 8 juin : canonisation d'Hedwige d'Anjou, reine de Pologne.
  - 10 juin : canonisation de Jean de Dukla.
- 19 au 24 août : réunion des Journées mondiales de la jeunesse à Paris.
  - 22 août : béatification de Frédéric Ozanam.
- 2 au 6 octobre : voyage apostolique du pape à Rio de Janeiro, au Brésil.
- 12 octobre : béatification d'Émilie d'Oultremont.
- 19 octobre : Sainte Thérèse de Lisieux est proclamée Docteur de l'Église par le pape Jean-Paul II.

## Décès

### Janvier
- 16 janvier : Juan Landazuri Ricketts, cardinal péruvien, archevêque de Lima (° 19 décembre 1913)
- 19 janvier : Robert-Joseph Mathen, prélat belge, évêque de Namur (° 30 décembre 1916)
- 24 janvier : Bienheureuse Gaetana Tolomeo, vierge catholique italienne (° 10 avril 1936)
- 28 janvier : Mikel Koliqi, cardinal jésuite albanais, victime du communisme (° 29 septembre 1902)

### Février
- 10 février : Roger Verneaux, prêtre, philosophe, enseignant et auteur français (° 17 janvier 1906)
- 21 février : Simon Tonyé, prélat camerounais, archevêque de Douala (° 15 mai 1922)
- 25 février : Ugo Poletti, cardinal italien de la Curie, précédemment archevêque titulaire d'Aemona (° 19 avril 1914)

### Mars
- 18 mars : Daniele Badiali, prêtre italien, missionnaire au Pérou, assassiné, serviteur de Dieu (° 3 mars 1962)
- 25 mars : Lương Kim Định, prêtre et philosophe vietnamien (° 15 juin 1914)

### Avril
- 8 avril : Jean Augier, prêtre sulpicien et botaniste français (° 15 mars 1909)
- 18 avril : Vincent Favé, prélat français, évêque auxiliaire de Quimper et évêque titulaire d'Andeda (de), écrivain en langue bretonne (° 20 février 1902)

### Mai
- 3 mai : François Frétellière, prélat français, évêque de Créteil (° 19 novembre 1925)
- 8 mai : Ambroise Lafortune, prêtre et écrivain canadien (° 5 décembre 1917)
- 31 mai : Damiano da Bozzano, prêtre capucin, missionnaire au Brésil et vénérable italien (° 5 novembre 1898)

### Juin
- 27 juin : Jean-Baptiste Brunon, prélat français, évêque de Tulle (° 28 février 1913)

### Juillet
- 30 juillet : Anselme Longpré, prêtre, théologien et écrivain canadien (° 11 février 1904)

### Août
- 30 août : Denys Moussavou, prêtre congolais (° 1er janvier 1905)

### Septembre
- 5 septembre : Sainte Mère Teresa, religieuse d'origine albanaise, missionnaire en Inde (° 26 août 1910)
- 11 septembre : Louis Boffet, prélat français, évêque de Montpellier, précédemment évêque titulaire de Tacia Montana (de) (° 8 septembre 1921)
- 30 septembre : Georges Guibert, prélat français, évêque de Saint-Denis de La Réunion (° 5 septembre 1915)

### Octobre
- 5 octobre : Bernard Yago, cardinal ivoirien, archevêque d'Abidjan (° juillet 1916)
- 18 octobre : Pierre Boussard, prélat français, évêque de Vannes (° 27 juin 1917)
- 20 octobre : René-Lucien Picandet, prélat français, évêque d'Orléans (° 14 décembre 1931)
- 21 octobre : Pierre Géraud-Keraod, personnalité française du scoutisme, fondateur de l'Association des guides et scouts d'Europe (° 1er juillet 1917)
- 25 octobre : Lino Zanini, prélat italien, diplomate du Saint-Siège et archevêque titulaire d'Andrinople-en-Hémimont (de) (° 6 mai 1909)

### Décembre
- 3 décembre : Domenico Enrici, prélat italien, diplomate du Saint-Siège et archevêque titulaire d'Ancusa (de) (° 9 avril 1909)
- 8 décembre : Laurean Rugambwa, cardinal tanzanien, archevêque de Dar-es-Salam (° 12 juillet 1912)
- 18 décembre : Michel Quoist, prêtre et écrivain spirituel français (° 18 juin 1921)
- 30 décembre : Robert Corillion, prêtre et botaniste français (° 26 janvier 1908)